# روز رفتن
روز رفتن نام مجموعه تلویزیونی ایرانی به کارگردانی جواد افشار و محمدرضا اعلامی (۸ قسمت ابتدایی)، تهیه‌کنندگی سید امیر سیدزاده و محصول سال ۱۳۸۵ است. این مجموعه تلویزیونی ۲۵ قسمتی برای اولین بار در آبان ماه ۱۳۸۵ از شبکه تهران صدا و سیمای ایران پخش شد.

## خلاصه داستان
در خلاصه داستان مجموعه روز رفتن نوشته سید سعید رحمانی آمده‌است: روحانی جوانی به نام رحیم از باب استحباب ماهی یک بار در گورستان شهر، اموات را غسل می‌دهد در یکی از این روزها او متوجه می‌شود که یک مرده شباهتی بی‌بدیل به خودش دارد با ورود پلیس به ماجرا و اندکی تحقیق معلوم می‌شود که…

## بازیگران
- دانیال حکیمی
- حسن پورشیرازی
- فقیهه سلطانی
- رضا فیض‌نوروزی
- بیوک میرزایی
- حسن شکوهی
- حسین خانی‌بیک
- محسن قاضی‌مرادی
- لیلا بلوکات
- مهرداد ضیایی
- تورج فرامرزیان
- مریم بوبانی
- آتش تقی‌پور
- سیدعلی صالحی
- مریم کاویانی
- نیلوفر محمودی
- عزیزالله هنرآموز
- ژاله علو
- سیدمحمدحسین حسین‌زاده
- محمد رضا نوروزی
- ابراهیم‌آبادی
- بهار ارجمند
- مریم السادات سیدزاده
- مجید عبدالعظیمی
- هوشنگ دیبائیان
- مهسا مهجور
- بهیئه کیمیائی
- منوچهر افسری
- محمد حاج حسینی
- علی یاور
- محمدرضا علیمردانی
- پرویز عاشورنیا

## حواشی
- سازندگان این مجموعه تلویزیونی در ابتدا نام آن را «روزی که خواهیم مرد» عنوان کرده بودند.[۱]
- در ابتدای تصویربرداری این مجموعه تلویزیونی، محمدرضا اعلامی کارگردانی آن را بر عهده داشت. با پایان ۳۰ درصد از تصویربرداری، محمدرضا اعلامی انصراف داد و جواد افشار جایگزین وی شد.[۱]
- شایعه توقیف: پس از گذشت نزدیک به بیست و چند قسمت از پخش این مجموعه تلویزیونی، شایعاتی مبنی بر توقیف و جلوگیری از پخش آن شنیده شد. برخی معتقد بودند صحنه هائی از بازی دانیال حکیمی در نقش روحانی برخلاف شئون یک روحانی واقعی است. همین امر باعث شد تا برخی عوامل فیلم با استانداری و حوزه علمیه قم، مذاکره کنند.[۲]
- این مجموعه تلویزیونی قرار بود در ماه رمضان پخش شود که به یکباره با مجموعه تلویزیونی دیگری جایگزین شد و پخش آن به بعد از ماه رمضان موکول شد.[۳]
- علیرضا افتخاری برای اولین بار پس از خوانندگی در تیتراژ امیرکبیر که در دهه ۶۰ اتفاق افتاده بود در تیتراژ مجموعه تلویزیونی روز رفتن خواند. موسیقی متن و تیتراژ مجموعه تلویزیونی روز رفتن اثر محمد مهدی گورنگی و شاعر تیتراژ انتهایی آن فرزاد حسنی می‌باشد.[۴]
- برای نخستین بار یک سایت اینترنتی برای یک مجموعه تلویزیونی در حال تولید راه‌اندازی شد.[۵]